# Patrick Le Quément
Patrick Le Quément (Marsiglia, 4 febbraio 1945) è un designer francese, capo del Centro Stile Renault dal 1987 al 2009.

## Biografia

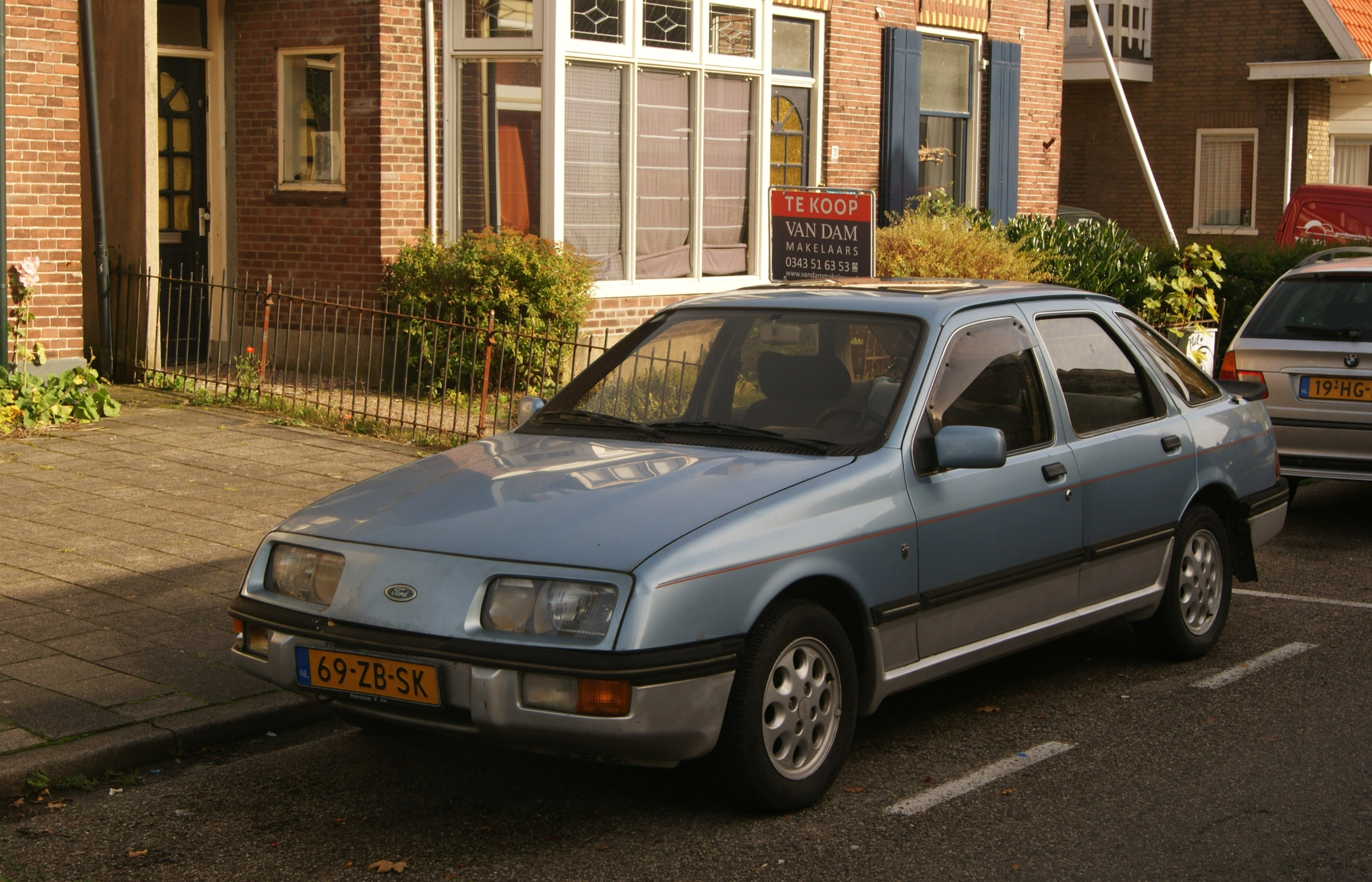
Ford Sierra del 1982, prima vettura a cui Le Quément contribuì al design

### Gli inizi e gli studi
Fin da bambino, mostrò sia una grande passione per il disegno sia una vocazione particolare per il mondo dell'automobile. I genitori del piccolo Patrick erano soliti fare scampagnate e gite lungo la Costa Azzurra: lungo le splendide passeggiate al mare francese, Patrick incontrava spesso autovetture d'élite il cui design stuzzicava la sua immaginazione.
Dopo le scuole dell'obbligo e gli studi superiori, Le Quément emigrò in Inghilterra, dove ottenne una laurea in design al Birmingham Institute of Art and Design e subito dopo anche un master in Business Administration.

### Le parentesi alla Simca, Ford e Volkswagen

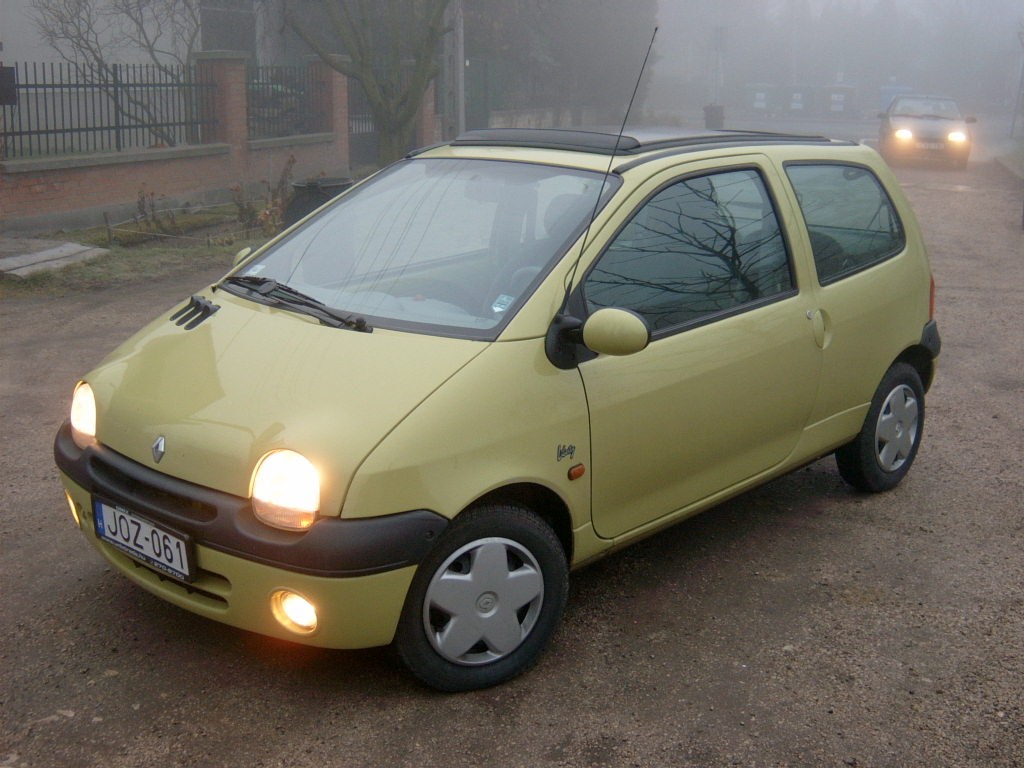
Twingo I, una delle opere più note di Le Quément

Già nel 1966, Le Quément entrò alla SIMCA, ma per poco tempo. Nel 1968, infatti, tornò in Inghilterra, dove lavorò alla Ford fino ai primi anni ottanta. Qui collaborò alla realizzazione di alcuni modelli, tra cui la prima serie della Ford Sierra, risalente al 1982. Dopo un breve periodo a Detroit (USA), Le Quément tornò in Europa, dapprima presso il gruppo Volkswagen e dopo breve tempo approdò definitivamente alla Renault nel 1987.

### Approdo alla Renault
In Renault riceve la nomina di Vice Presidente del Corporate Design allo scopo di rinnovare l’immagine del marchio.
Uno dei primi lavori del nuovo corso stilistico è stato il prototipo Renault Megane mostrato al Salone di Parigi del 1988; si trattava di una futuristica berlina a tre volumi, con un coefficiente di resistenza aerodinamica di soli 0,21.
Tra i primi modelli di produzione invece vi fu la prima generazione di Renault Twingo.
Tra il 1995 ed i primi anni del nuovo millennio, vi fu una sorta di nuova svolta stilistica. Dalle forme morbide della prima serie della Renault Mégane, prodotta in varie configurazioni di carrozzeria, si passò alle forme spigolose di modelli come le grosse Vel Satis ed Avantime e la sseconda serie della Mégane.

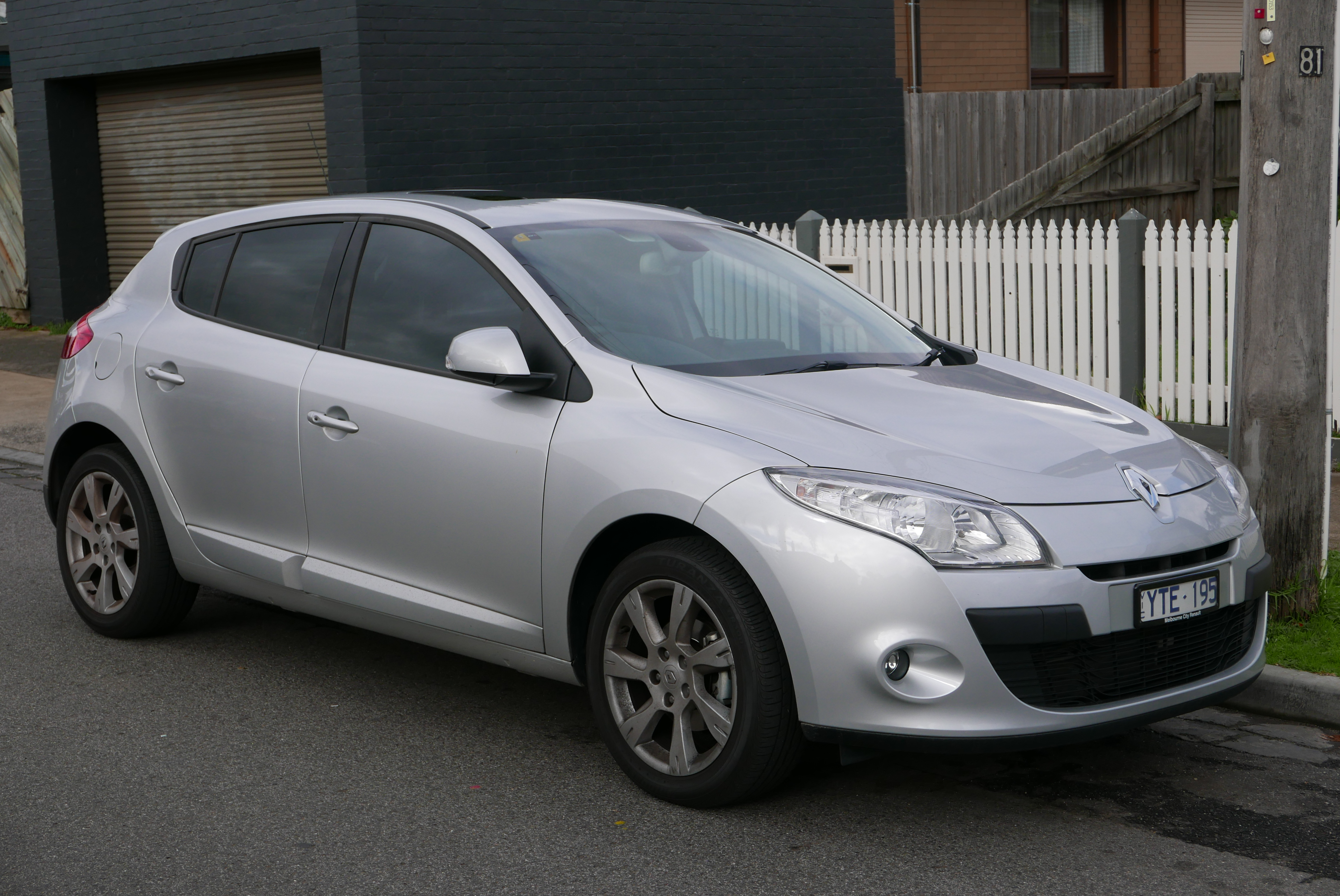
Mégane III, ultima vettura realizzata dal designer francese

Gli anni successivi hanno visto un nuovo ritorno a forme morbide, processo culminato con l'arrivo della terza serie della Mégane, che ha debuttato nel 2008.
Il 10 aprile 2009 ha annunciato il suo ritiro dall'attività, previsto per il mese di ottobre dello stesso anno. Il suo posto verrà preso dall'olandese Laurens van den Acker.
Dopo il ritiro dal gruppo Renault, Quément riceve l’incarico di direttore del design per esterni per gli yachts Lagoon, divisione del Gruppo Bénéteau.
Nel 2012, ha co-fondato "The Sustainable Design School", con Maurille Larivière e Marc Van Peteghem, una scuola di design e innovazioni sostenibili con sede a Nizza.